# Бужани (село)
Бужа́ни — село в Україні, у Луцькому районі Волинської області. Входить до складу Мар'янівської селищної громади. Населення становить 855 осіб. В селі працює школа І—ІІІ ст., заснована 1967 року.

## Географія
На північний захід від села розташований загальнозоологічний заказник «Бужанівська Дача», на північ від села — ботанічна пам'ятка природи Бук-Патріарх, на північний схід від села — ботанічна пам'ятка природи Бук-Велетень. Неподалік від села розташоване заповідне урочище «Красна Гора».
Село розташоване на лівому березі річки Судилівки.

## Історія
Федько Козловський — канцлер великого литовського князя Свидригайла у 1446 році — отримав у володіння Бужани та Козлів.
У вересні 1621 року при нападі татарської орди погнали в неволю близько 40 людей
У 1906 році село Бранської волості Володимир-Волинського повіту Волинської губернії. Відстань від повітового міста 71 верст, від волості 7. Дворів 180, мешканців 1243.
До 11 липня 2018 року — адміністративний центр Бужанівської сільської ради Горохівського району Волинської області.
13 лютого 2019 року громада Свято-Михалівського храму офіційно перейшла в українську канонічну церкву.

## Населення
Згідно з переписом УРСР 1989 року чисельність наявного населення села становила 1190 осіб, з яких 534 чоловіки та 656 жінок.
За переписом населення України 2001 року в селі мешкали 1082 особи.

### Мова
Розподіл населення за рідною мовою за даними перепису 2001 року:
| Мова       | Відсоток |
| ---------- | -------- |
| українська | 99,63 %  |
| російська  | 0,28 %   |
| вірменська | 0,09 %   |

## Галерея

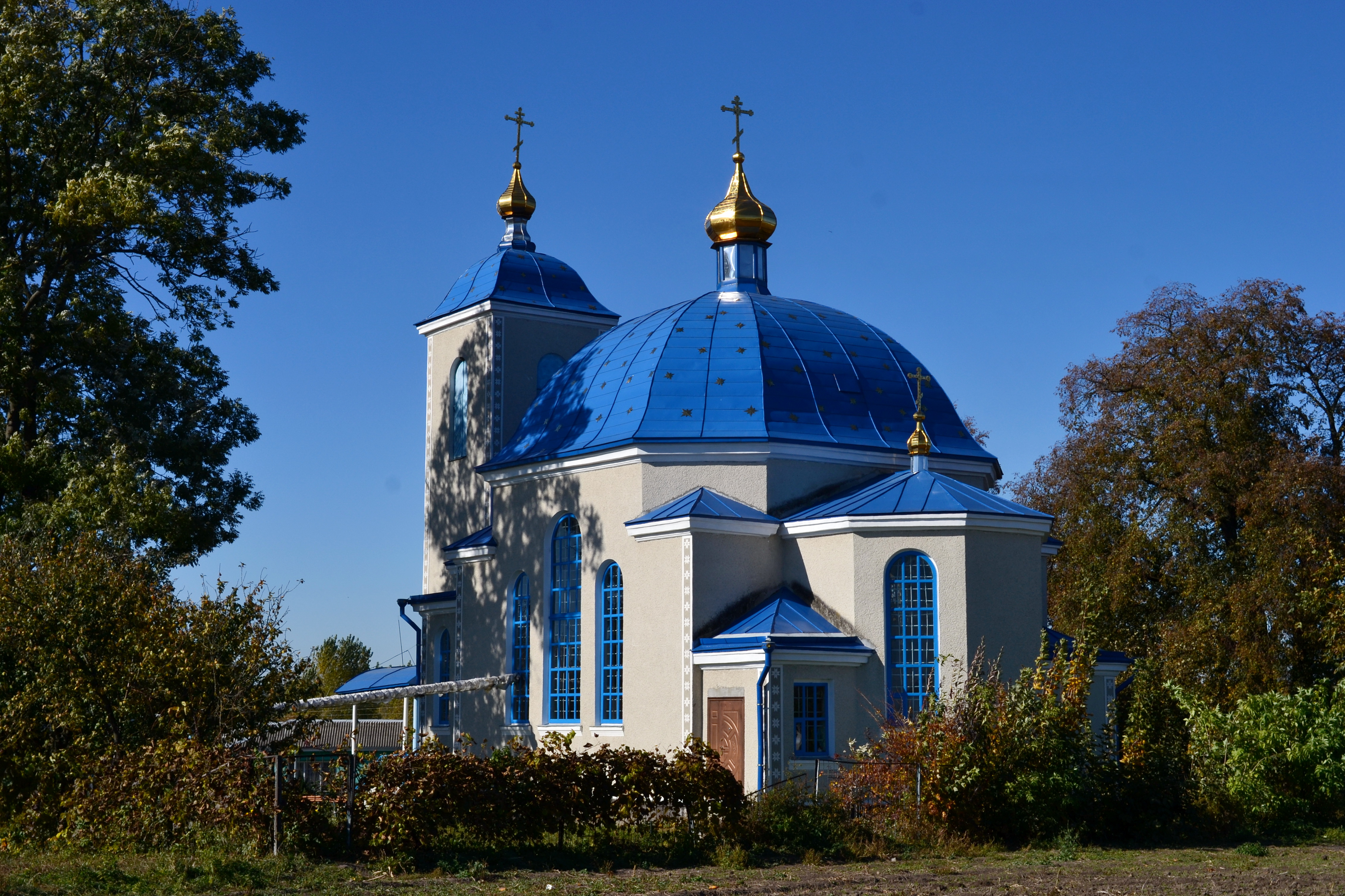
Михайлівська церква (вигляд з південного сходу)
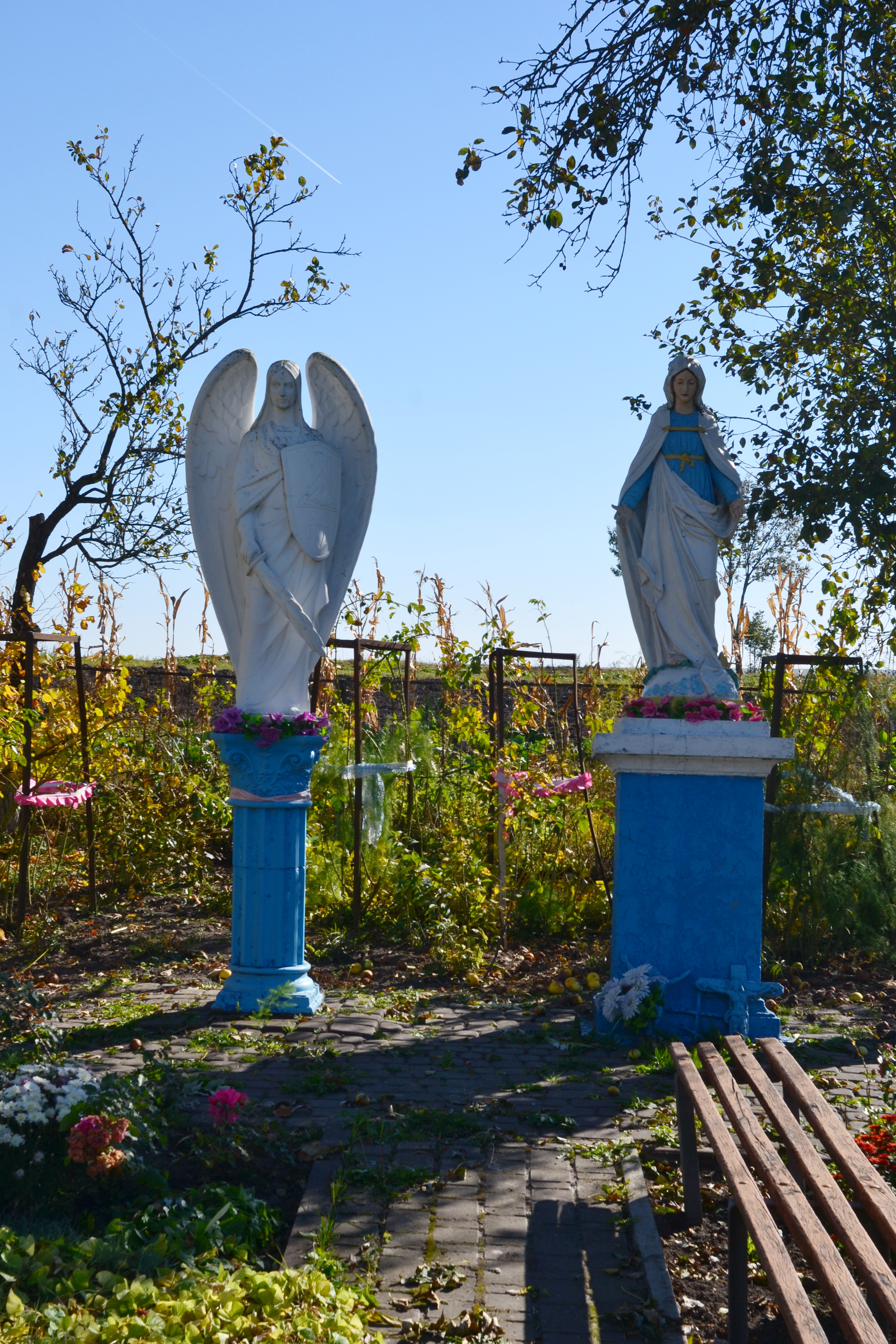
Михайлівська церква (фігури на території)
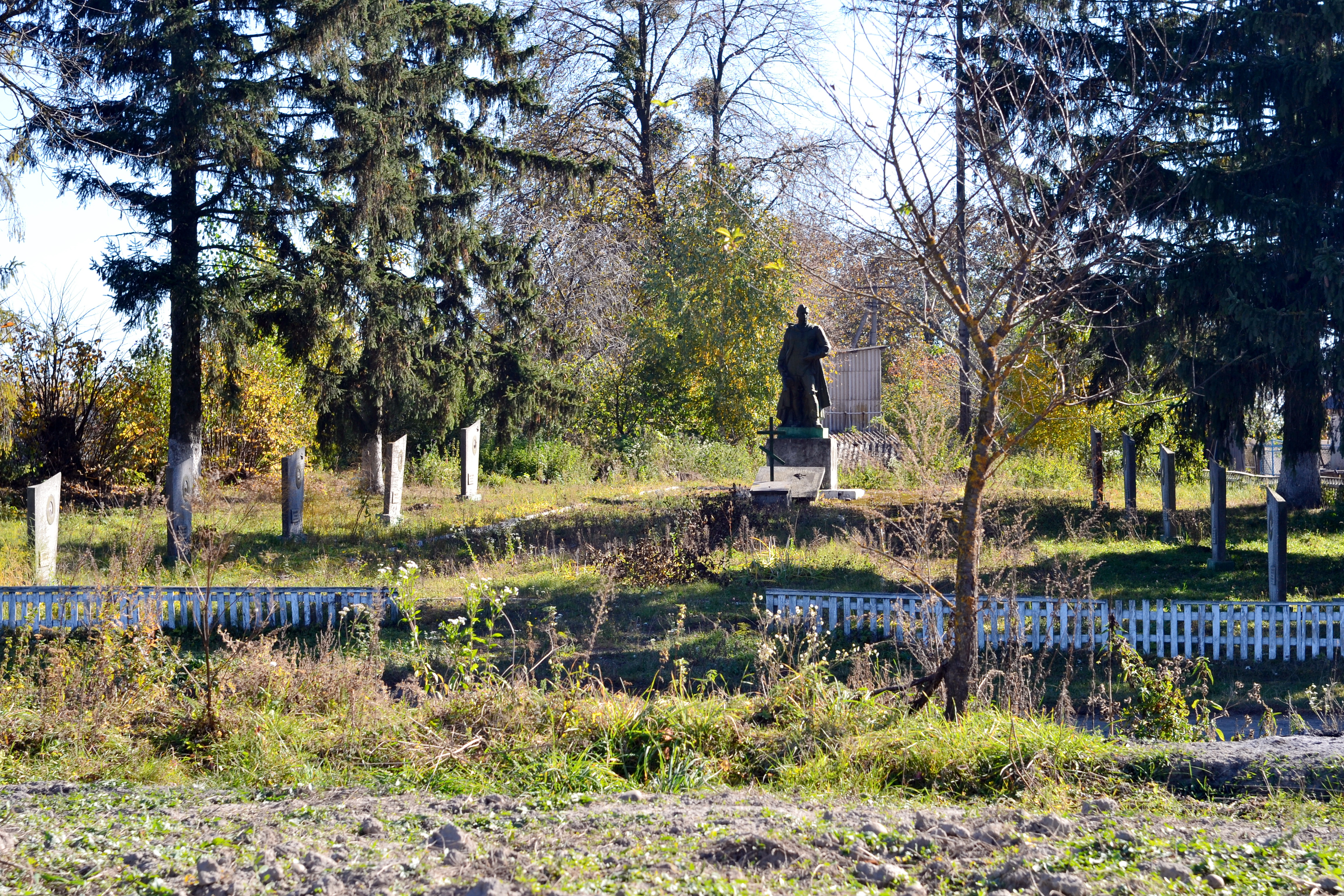
Пам'ятник землякам (загальний вигляд)
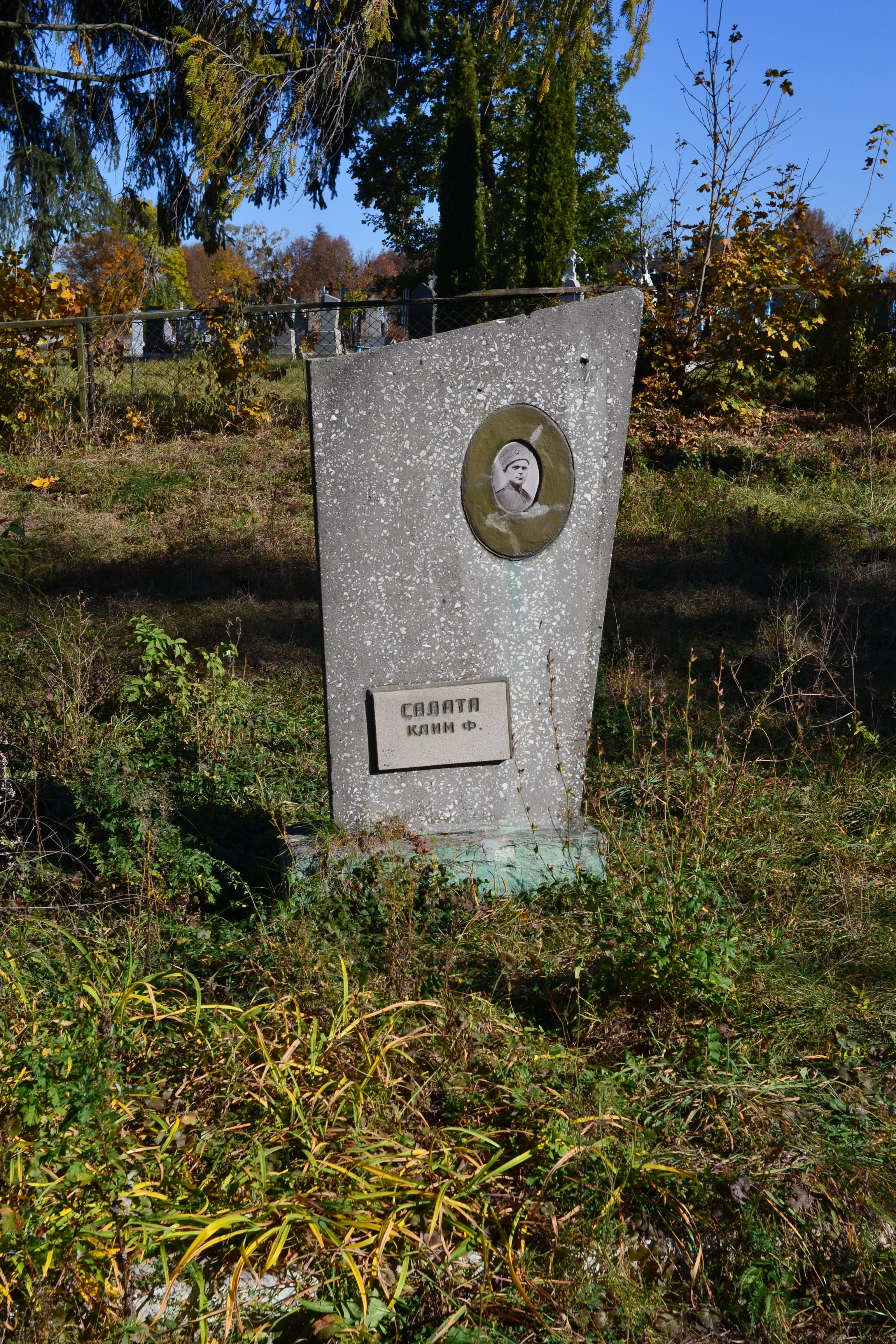
Пам'ятна плита на честь Салати К. (одна з десяти у складі пам'ятника землякам)
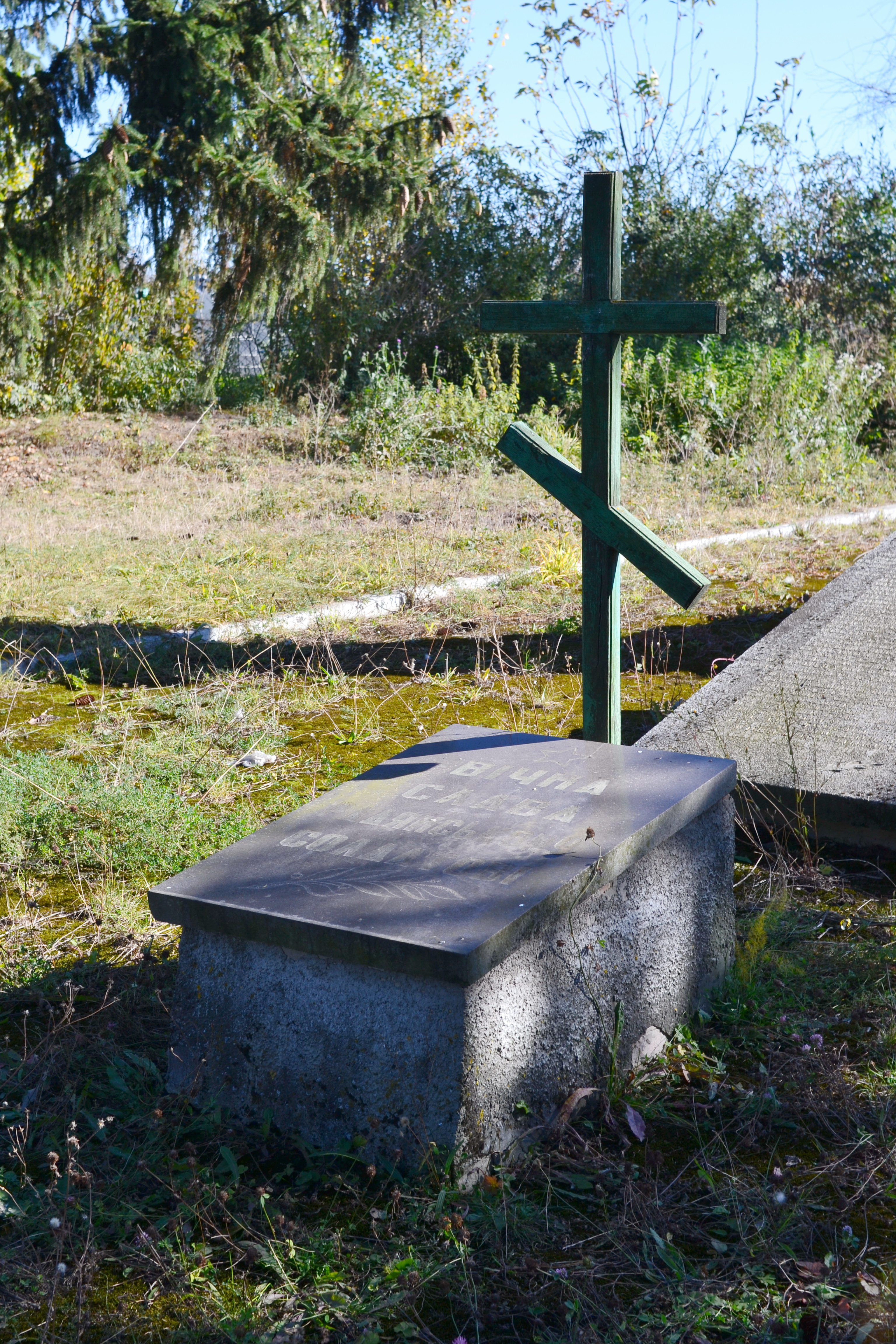
Могила невідомого радянського воїна (біля пам'ятника землякам)
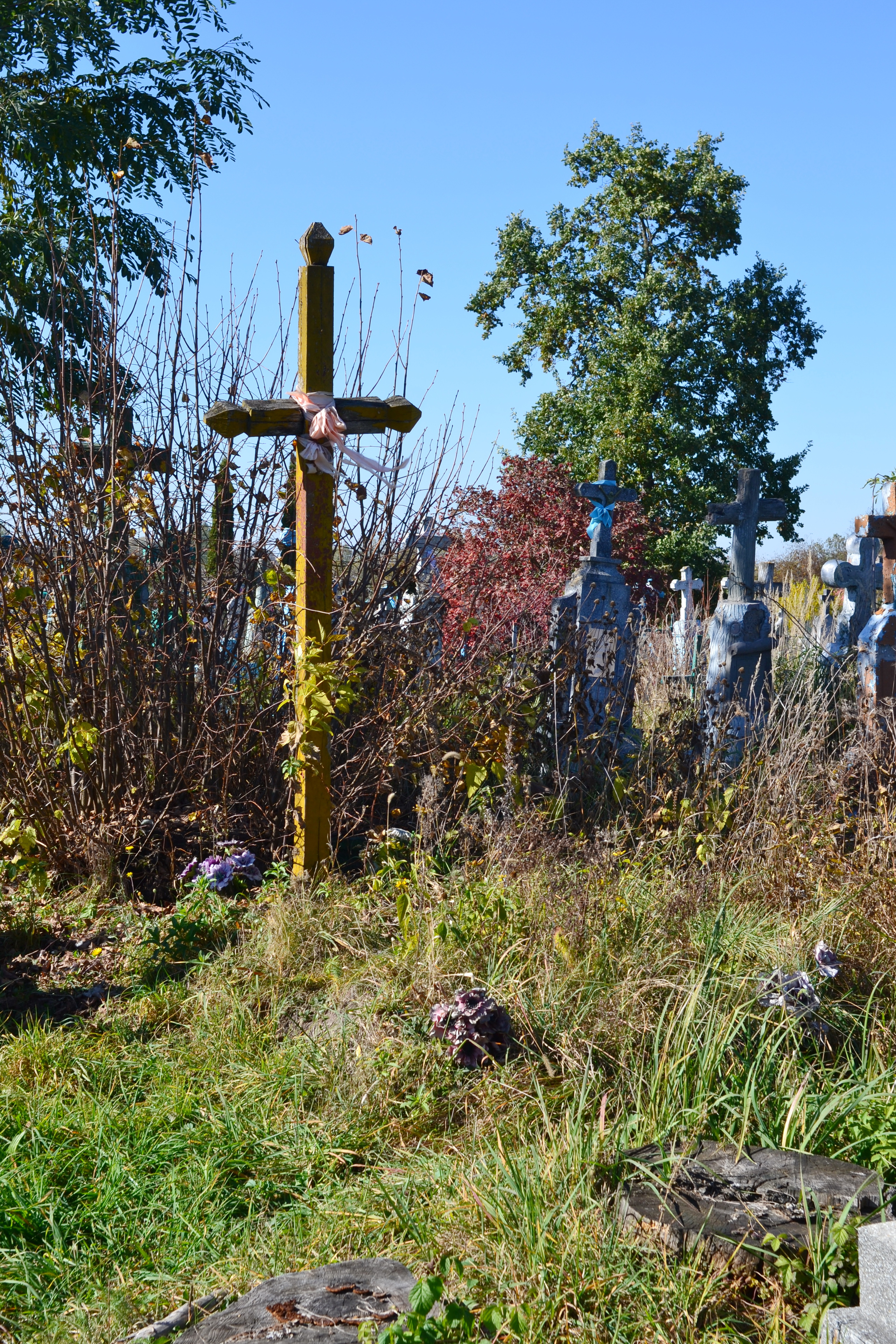
Могила братська 3 воїнів УПА (на кладовищі)